# Patrick Ewing Jr.
Patrick Aloysius Ewing Jr. (* 20. Mai 1984 in Boston, Massachusetts) ist ein ehemaliger US-amerikanisch-jamaikanischer Basketballspieler. Sein Vater ist Patrick Ewing, ehemaliger Center der New York Knicks, zweifacher Olympiasieger und Mitglied der Naismith Memorial Basketball Hall of Fame.

## Karriere

### College
Ewing Jr. meldete sich im Mai 2003 zum Studium an die Indiana University an, deren Basketballmannschaft Hoosiers zu den erfolgreichsten Mannschaften in der bedeutendsten US-amerikanischen College-Liga NCAA gehören.
2005 wechselte er dann an die Alma Mater seines Vaters, die Georgetown University in Washington, D.C. Nach Regeln der NCAA musste er wegen des Hochschulwechsels die komplette Saison 2005/06 aussetzen, in der er für die Hochschulmannschaft Hoyas keine Meisterschaftsspiele absolvieren durfte.
Ewing Jr. trug anschließend bei den Hoyas die Trikot Nummer 33, die auch schon sein Vater bei dieser Hochschulmannschaft getragen hatte. Der Hall-of-Fame-Center Alonzo Mourning war zuvor der letzte Spieler gewesen, der mit dieser Nummer bei den Hoyas gespielt hatte. Kurioserweise wurde Ewing Jr. bei den Hoyas von John Thompson III trainiert, dem Sohn des Trainers, der mit Ewings Vater die einzige NCAA Division I Basketball Championship 1984 für die Hoyas gewonnen hatte.
2007 erreichte man das Final-Four-Turnier dieser landesweiten Endrunde, wo man jedoch im Halbfinale den Buckeyes der Ohio State University unterlag. Dagegen schied man ein Jahr später überraschend bereits in der zweiten Runde aus und verpasste das Halbfinale; stattdessen durfte Ewing Jr. in seiner abschließenden Collegespielzeit 2008 am Rande des Final-Four-Turniers in San Antonio zumindest am NCAA Slam Dunk Contest teilnehmen.

### Profikarriere
Nachdem Ewing Jr. im NBA Draft 2008 von den Sacramento Kings ausgewählt worden war, kam er über einen Spielertausch mit den Houston Rockets schließlich zu den New York Knicks, für die sein Vater nahezu seine gesamte Karriere gespielt hatte. Trotz einer ansprechenden Leistung im letzten Vorbereitungsspiel, wo er zumindest im letzten Viertel starke Leistungen zeigte, wurde Ewing Jr. als einer der letzten Spieler vor Saisonbeginn aus dem endgültigen Saisonkader gestrichen.
Mitte Dezember 2008 unterschrieb Ewing Jr. daher bei den Reno Bighorns in der NBA Development League (D-League) einen Vertrag und spielte für dieses Farmteam die nächsten drei Spielzeiten.
Ende März 2011 bekam Ewing Jr. dann endlich einen ersten 10-Tages-Vertrag von einem Club der NBA. Die New Orleans Hornets holten Ewing Jr. in die am höchsten dotierte Profiliga hoch und verlängerten seinen Vertrag bis Saisonende. Für die folgende Spielzeit musste Ewing Jr. jedoch wieder zurück in die D-League und spielte für die Skyforce aus Sioux Falls.

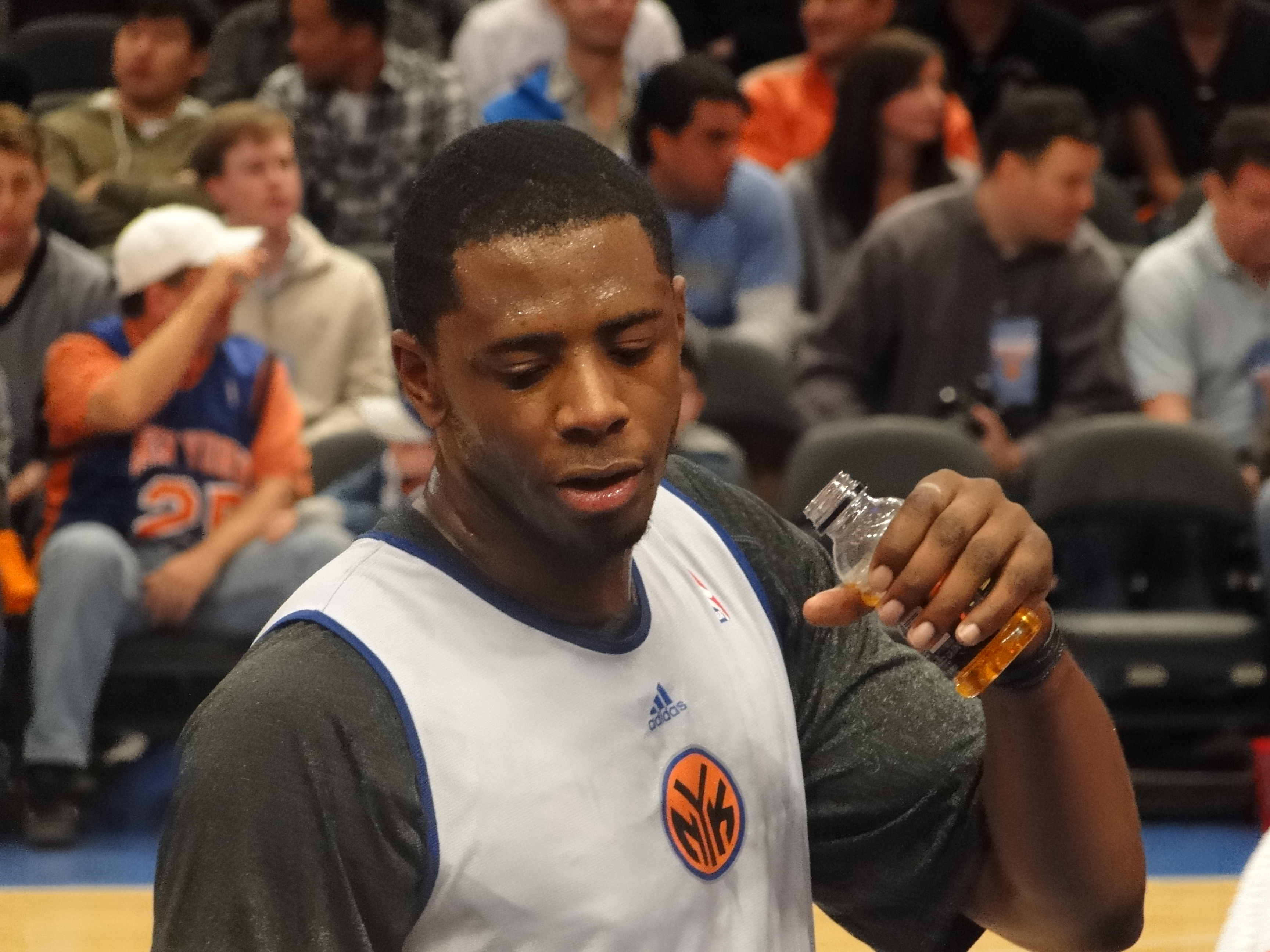
Ewing im Trikot der Knicks, für die er nur in der Pre-Season zum Einsatz kam

Nachdem Ewings Aussichten auf einen längerfristigen NBA-Vertrag auf ein Minimum gesunken waren, wechselte er zur BBL-Saison 2012/13 nach Deutschland und erhielt einen Vertrag bei den Telekom Baskets aus Bonn in der Basketball-Bundesliga. Im Dezember 2012 wurde der Vertrag zwischen den Telekom Baskets und Ewing frühzeitig aufgelöst, nachdem Ewing die in ihn gesetzten Erwartungen nicht erfüllen konnte. In 12 Spielen erzielte Ewing im Schnitt 11,5 Punkte und holte 6,1 Rebounds pro Spiel für die Baskets aus Bonn.
Im Januar 2013 unterzeichnete Ewing einen Vertrag bei Blancos de Rueda aus Valladolid in der spanischen Liga ACB. Der Vertrag hatte eine Laufzeit bis Saisonende und wurde Mitte März 2013 vorzeitig beendet. Für Valladolid kam Ewing Jr. in 9 Spielen auf 4,3 Punkte und 1,3 Rebounds pro Spiel.
Den Sommer 2013 verbrachte Ewing in den USA und lief in der NBA Summer League für das Team der Charlotte Bobcats auf.
Für die Saison 2013/14 unterschrieb er einen Vertrag in der griechischen Basket League beim Nachfolgeverein des AS Trikala 2000. Zur Spielzeit 2014/2015 wechselte Ewing innerhalb der griechischen Liga zu AENK Dimoulas. Seine letzte Station als Profibasketballer war Al Rayyan SC aus der katarischen Basketball-Liga (2015).

### Nationalmannschaft
Ewing Jr. gewann mit der jamaikanischen Basketballnationalmannschaft bei der Mittelamerikameisterschaft Centrobasket 2012 Bronze. Anschließend spielte er ein Jahr später bei der Premiere der jamaikanischen Mannschaft in der kontinentalen Endrunde Amerikameisterschaft 2013, bei der man den bisherigen Vizemeister Brasilien in der Vorrunde besiegte und die Zwischenrunde erreichte. Dort gelang immerhin noch der Sieg gegen den Titelverteidiger und Olympia-Vierten Argentinien.